# Hofbibliothek Donaueschingen

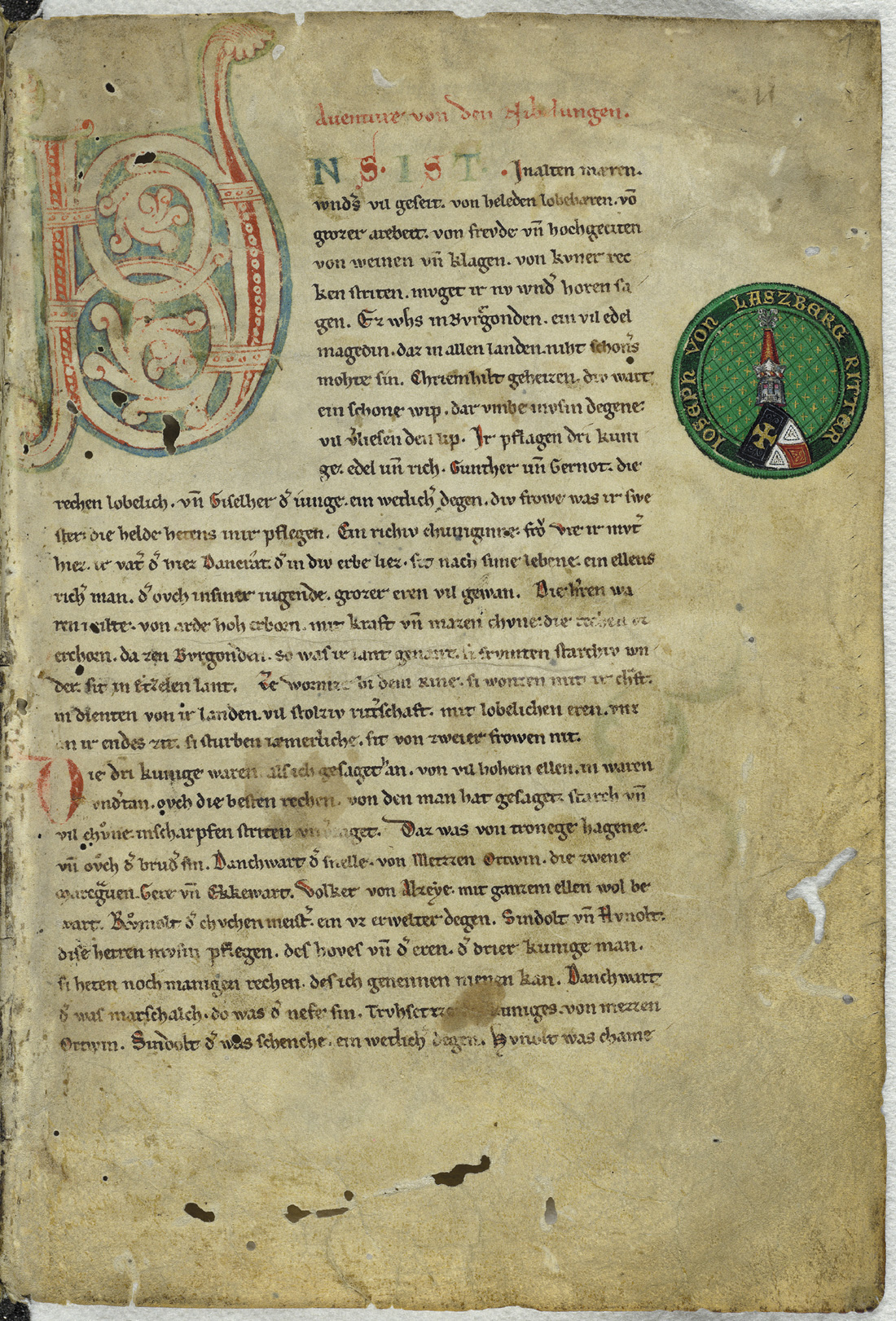
Handschrift C des Nibelungenlieds, Cod. Don. 63, heute Landesbibliothek Karlsruhe

Die Fürstlich Fürstenbergische Hofbibliothek Donaueschingen war in ihrer Blütezeit als Hofbibliothek eine der größten und bedeutendsten Adelsbibliotheken in Deutschland. Der Altbestand mit zahlreichen Handschriften und alten Drucken wurde von 1980 bis 2001 größtenteils an andere Bibliotheken und Auktionshäuser veräußert.
Die Bibliothek befand sich in einem Gebäude des Schlosskomplexes des Fürstlich Fürstenbergischen Schlosses in Donaueschingen. Der Bibliotheksbau stammt aus den Jahren 1732 bis 1735 und wurde durch Baudirektor Ott aus Schaffhausen einst als Fürstliches Kanzleigebäude errichtet. Daneben befindet sich der Archivbau, erbaut von Franz Joseph Salzmann. Für die Fürstlich Fürstenbergische Sammlungen entstand ebenfalls ein eigenes Gebäude.

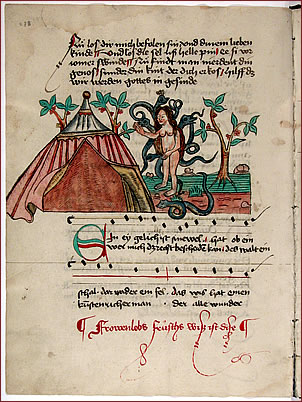
Donaueschinger Liederhandschrift, Cod. Don. 120, heute Landesbibliothek Karlsruhe

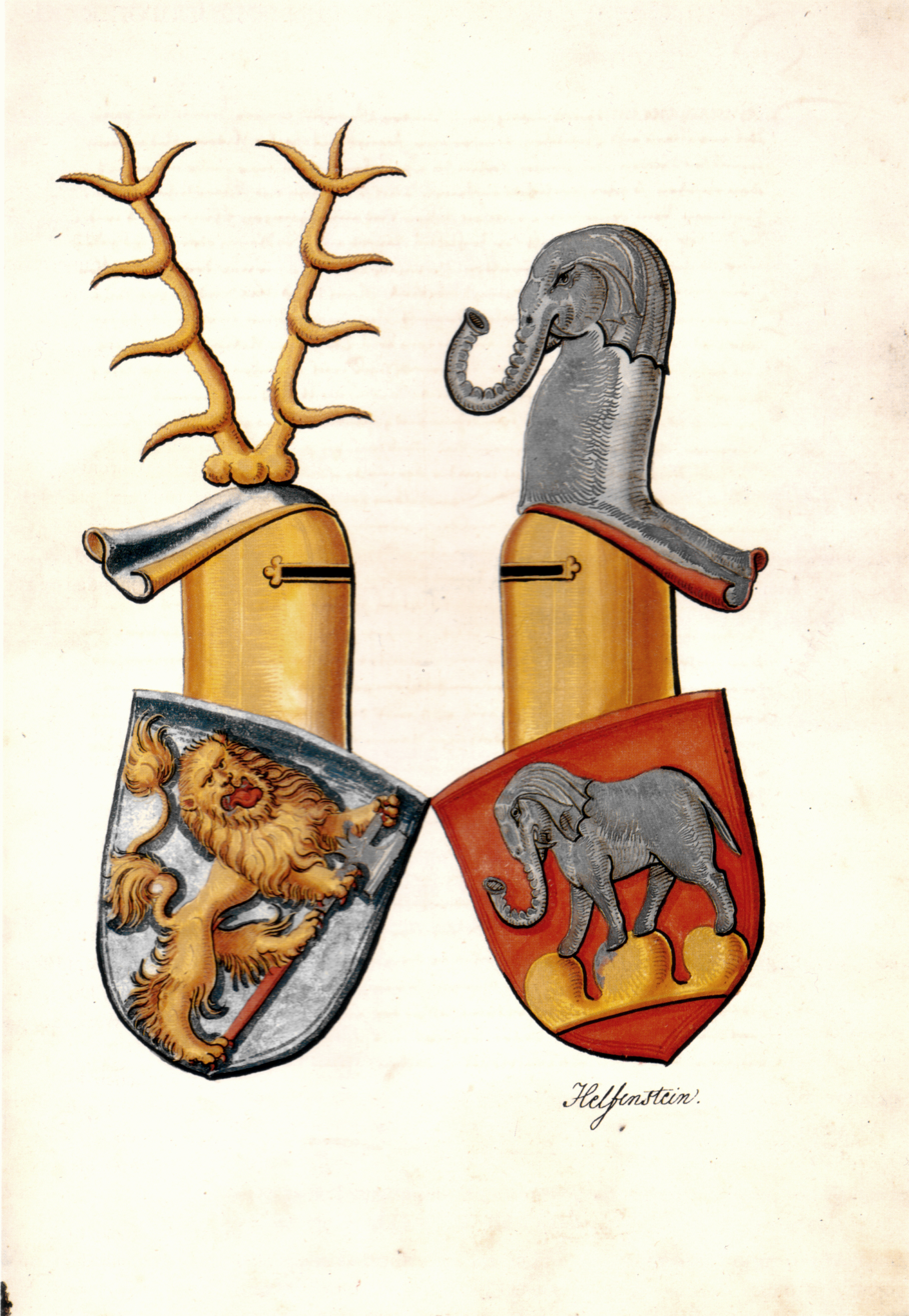
Illustration aus der
Zimmerischen Chronik, Cod. Don. 580a, heute Landesbibliothek Stuttgart

## Bestände
Den Anfang der Hofbibliothek bildete die kleine Büchersammlung des Grafen Wolfgang zu Fürstenberg (1465–1509). Im 17. Jahrhundert erwarb das Haus Fürstenberg mehrere Sammlungen anderer Adelsfamilien, darunter die Bibliothek der Grafen von Zimmern. Nachdem das Haus Fürstenberg seine Residenz 1723 nach Donaueschingen verlegt hatte, wurden in den folgenden Jahrzehnten die Bibliotheken mehrerer Linien des Hauses in der Donaueschinger Hofbibliothek zusammengeführt. Die Schlossbibliotheken der Grafen von Lupfen und derer von Pappenheim aus dem Schloss Stühlingen kam 1752, die der Grafen von Helfenstein und von Zimmern aus dem Schloss Meßkirch 1768 in die Donaueschinger Bibliothek.
Bei einer Auktion im Jahr 1794 erwarb die Hofbibliothek 90 Bände aus der ehemaligen Bibliothek des Franziskanerklosters Villingen, so dass diese Sammlung damals wenigstens teilweise erhalten blieb. Zu Beginn des 19. Jahrhunderts gelangten die Bestände mehrerer säkularisierter Klosterbibliotheken nach Donaueschingen, darunter jene des Kollegiatstifts Betenbrunn in Betenbrunn bei Heiligenberg. Unter Karl Egon II. (1796–1854) wurde die Hofbibliothek dem Publikum zugänglich gemacht. Sein Sohn Karl Egon III. zu Fürstenberg förderte die Sammlung. Der Hofbibliothekar Karl August Barack bearbeitete ab 1860 den Katalog Die Handschriften der Fürstlich Fürstenbergischen Hofbibliothek zu Donaueschingen (Tübingen 1865).
Das bedeutendste Ereignis des 19. Jahrhunderts war der Ankauf der Sammlung Laßberg im Jahr 1853. Joseph von Laßberg, ein Schwager der Dichterin Annette von Droste-Hülshoff, hatte im Lauf seines Lebens über 11.000 Bände zusammengetragen, unter denen sich wertvolle Handschriften und Inkunabeln befanden. Das herausragendste Stück der Sammlung war die Nibelungenhandschrift C, die Laßberg 1815 erworben hatte und die nach seinem Tod 1855 ebenfalls in die Hofbibliothek Donaueschingen gelangte.
Das Jahrbuch der Deutschen Bibliotheken bezifferte den Bestand von 1993 auf 133.051 Bände, 510 Wiegendrucke, 2840 Musikhandschriften und 800 katalogisierte Einbände. Bis 1993 waren außerdem fast 1.400 Handschriften vorhanden. Heute besitzt die Hofbibliothek Donaueschingen noch etwa 30.000 Bände mit dem Sammelschwerpunkt Geschichte und Landeskunde des ehemaligen Fürstentums Fürstenberg und des Landes Baden-Württemberg.

## Die Auflösung des Altbestandes

### Verkauf
Seit 1980 wurden vereinzelt Handschriften aus der Hofbibliothek Donaueschingen bei Auktionen angeboten. 1992 verkaufte das Haus Fürstenberg die verbliebenen 1370 Handschriften als geschlossene Sammlung für 48 Millionen DM an das Land Baden-Württemberg. Der Verkauf der 500 Inkunabeln folgte 1994, wobei 86 für 2,2 Millionen DM an das Land gingen und rund 400 über ein Londoner Auktionshaus für 8 Millionen DM versteigert wurden. 1999 wurde fast der gesamte restliche Altbestand veräußert, wobei auch die Handschrift C des Nibelungenliedes, die sogenannte Donaueschinger Handschrift, von Joachim Fürst zu Fürstenberg für 20 bis 25 Millionen DM angeboten wurde. Seit 2001 befindet sie sich in Karlsruhe in der Badischen Landesbibliothek unter der Signatur Codex Donaueschingen 63. 

Provenienzstempel der Hofbibliothek Donaueschingen in einem der verkauften Bücher

### Heutiger Verbleib
Die lateinischen Handschriften sowie die deutschen Handschriften nach 1500 befinden sich heute in der Württembergischen Landesbibliothek, die deutschen Handschriften vor 1500 (darunter die Nibelungenhandschrift C) in der Badischen Landesbibliothek. Über den Verbleib der Inkunabeln und anderen Drucke ist wenig bekannt. Manche Stücke aus der Hofbibliothek wurden von anderen Bibliotheken aufgekauft, so etwa die Nürnberger Ausgabe des Hexenhammers von 1487, die einst dem Franziskanerkloster in Villingen gehört hatte und nun vom Franziskanermuseum Villingen-Schwenningen erworben werden konnte. Die meisten Bände dürften heute in Privatbesitz sein.
Der Freiburger Mediävist Klaus Graf bemüht sich seit dem Jahr 2000 um eine virtuelle Rekonstruktion der Altbestände der Donaueschinger Hofbibliothek, insbesondere der Sammlung Laßberg. Der Handschriftenbestand in der Badischen Landesbibliothek wurde von 1998 bis 2004 und seit 2015 im Rahmen eines DFG-Projektes am Handschriftenzentrum der UB Leipzig neu katalogisiert; die dabei bisher fertiggestellten Katalogisate werden auf Manuscripta Mediaevalia veröffentlicht.

## Aktuelle Nutzung des Gebäudes
2012 wurde der ehemalige Donaueschinger Bibliotheksbau als „Alte Hofbibliothek“ zu einem Veranstaltungsgebäude umgewidmet. Die Regale wurden weiß gestrichen, blieben jedoch leer, Bücher gibt es hier heute keine mehr. 2012 erhielt das Gebäude nach umfangreicher Sanierung den Denkmalschutzpreis Baden-Württemberg des Schwäbischen Heimatbundes und des Landesvereins Badische Heimat.
Der Restbestand der fürstlichen Bibliothek ist mittlerweile zusammen mit dem Fürstlich Fürstenbergischen Archiv in dessen Gebäude untergebracht und dort der Öffentlichkeit zugänglich. Hier befindet sich auch das prachtvolle Bibliotheksmobiliar von 1738 aus dem Schloss Meßkirch.

## Berühmte Bibliothekare
- Joseph Eiselein, Gymnasiallehrer, Bibliothekar von 1820 bis 1823
- Joseph Victor Scheffel, Dichter, Bibliothekar von 1857 bis 1859
- Karl August Barack, Altgermanist, Bibliothekar von 1860 bis 1871
- Sigmund von Riezler, Historiker, Bibliothekar 1871 bis 1883